# Mon Alboum !
 (juin 2010).
Si vous disposez d'ouvrages ou d'articles de référence ou si vous connaissez des sites web de qualité traitant du thème abordé ici, merci de compléter l'article en donnant les références utiles à sa vérifiabilité et en les liant à la section « Notes et références ».
Albums de Pinocchio
Magic Pinocchio
(2007)
Singles
1. T'es pas cap Pinocchio
Sortie : 2005
2. Pinocchio en hiver (Kalinka)
Sortie : 2005
3. Petit Papa Noël (Pinocchio & Marilou)
Sortie : 2005
4. Mon cœur fait boom boom (Marilou)
Sortie : 2006
5. DJ Pinocchio
Sortie : 2006

Mon Alboum ! est le premier album du chanteur virtuel Pinocchio, sorti en novembre 2005. L'album atteint la 35e place des albums les plus vendus en France une semaine plus tard. Les singles T'es pas cap Pinocchio, Pinocchio en hiver (Kalinka), Petit Papa Noël, Mon cœur fait boom boom (chanté par Marilou) et DJ Pinocchio sont extraits de l'opus, qui contient quatorze titres dont deux karaokés.

## Liste des titres
1. Mon alboum (intro)  (0:45)
2. T'es pas cap Pinocchio  (3:15)
3. Pinocchio en hiver (3:00)
4. Qui  (3:34)
5. La différence n'existe pas (2:20)
6. Mon cœur fait boom boom (2:55)
7. DJ Pinocchio  (3:24)
8. La chanson du kazoo  (3:21)
9. Happy Birthday to You  (2:38)
10. Petit Papa Noël (3:59)
11. Sous la neige étoilée  (4:16)
12. Pinocchio en hiver (fin)  (1:22)
13. T'es pas cap Pinocchio (Karaoké) (3:24)
14. Pinocchio en hiver (Kalinka) (3:00)

## Singles extraits
- T'es pas cap Pinocchio  (2e en France)
- Pinocchio en hiver (Kalinka)  (8e en France)
- Petit Papa Noël  (7e en France)
- Mon cœur fait boom boom (chanté par Marilou et 33e en France)
- DJ Pinocchio  (36e en France)

## Pochette et artwork
Le style de la pochette de l'album est très enfantin. En effet, les couleurs sont claires et joyeuses et les personnages ont un côté dessin aux crayons de couleurs. Le nom de l'artiste est inscrit en lettres jaunes et le titre de l'album en rouge. Les trois principaux personnages apparaissent sur la pochette : Pinocchio, Marilou et la petite grenouille verte. Les photographies de l'opus ont été réalisés par ordinateur.

## Réception

### Critiques
Certaines personnes critique le manque d'originalité en surfant sur le succès des chanteurs virtuels lancé par Ilona Mitrecey et Pigloo. On  critique aussi le côté hétérogène de l'album. En effet, il y a des chansons peu ou pas du tout chantés par Pinocchio, comme par exemple le morceau Qui, chanson interprétée par la chanteuse Lââm, et même des morceaux instrumentaux. Ceci fait que l'opus est quelquefois considéré comme un album "bouche-trou".
D'autres, en particulier les très jeunes, trouve cet album entraînant, comme les morceaux T'es pas cap Pinocchio et DJ Pinocchio, par exemple.

### Ventes
D'après le SNEP, Mon Alboum ! s'est écoulé à un peu plus de 62 000 exemplaires en France et en Belgique francophone, dont 17 000 les deux premières semaine. Ce qui fait de cet album un disque d'or, ce qui est assez rare chez un artiste virtuel. On a vu cela avec notamment Pigloo, Bébé Lilly et Ilona Mitrecey.

## Classements

### Classement de l'album
| Pays        | Classement des 10 premières semaines | Classement des 10 premières semaines | Classement des 10 premières semaines | Classement des 10 premières semaines | Classement des 10 premières semaines | Classement des 10 premières semaines | Classement des 10 premières semaines | Classement des 10 premières semaines | Classement des 10 premières semaines | Classement des 10 premières semaines |
| Pays        | 1re semaine                          | 2e semaine                           | 3e semaine                           | 4e semaine                           | 5e semaine                           | 6e semaine                           | 7e semaine                           | 8e semaine                           | 9e semaine                           | 10e semaine                          |
| ----------- | ------------------------------------ | ------------------------------------ | ------------------------------------ | ------------------------------------ | ------------------------------------ | ------------------------------------ | ------------------------------------ | ------------------------------------ | ------------------------------------ | ------------------------------------ |
| En France   | 38                                   | 35                                   | 38                                   | 51                                   | 46                                   | 58                                   | 72                                   | 108                                  | 135                                  | 144                                  |
| En Belgique | 36                                   | 11                                   | 14                                   | 24                                   | 25                                   | 24                                   | 23                                   | 29                                   | 41                                   | 51                                   |

### Classements des singles
| Année | Single                       | Classement de chaque semaine, en France | Classement de chaque semaine, en France | Classement de chaque semaine, en France | Classement de chaque semaine, en France | Classement de chaque semaine, en France | Classement de chaque semaine, en France | Classement de chaque semaine, en France | Classement de chaque semaine, en France | Classement de chaque semaine, en France | Classement de chaque semaine, en France |
| Année | Single                       | 1re semaine                             | 2e semaine                              | 3e semaine                              | 4e semaine                              | 5e semaine                              | 6e semaine                              | 7e semaine                              | 8e semaine                              | 9e semaine                              | 10e semaine                             |
| ----- | ---------------------------- | --------------------------------------- | --------------------------------------- | --------------------------------------- | --------------------------------------- | --------------------------------------- | --------------------------------------- | --------------------------------------- | --------------------------------------- | --------------------------------------- | --------------------------------------- |
| 2005  | T'es pas cap Pinocchio       | 19                                      | 7                                       | 5                                       | 4                                       | 2                                       | 3                                       | 3                                       | 3                                       | 3                                       | 2                                       |
| 2005  | Pinocchio en hiver (Kalinka) | 8                                       | 8                                       | 12                                      | 17                                      | 18                                      | 18                                      | 18                                      | 22                                      | 27                                      | 28                                      |
| 2005  | Petit Papa Noël              | 7                                       | 11                                      | 11                                      | 9                                       | 15                                      | 15                                      | 13                                      | 38                                      | 49                                      | 58                                      |
| 2006  | Mon cœur fait boom boom      | 33                                      | 36                                      | 45                                      | 51                                      | 58                                      | 56                                      | 71                                      | 71                                      | 64                                      | 73                                      |
| 2006  | DJ Pinocchio                 | 47                                      | 36                                      | 44                                      | 49                                      | 52                                      | 56                                      | 58                                      | 63                                      | 62                                      | 71                                      |